# Frankrig ved sommer-OL 1896
Frankrig ved sommer-OL 1896. Tretten sportsudøvere fra Frankrig, alle mænd, deltog i syv sportsgrene under de første moderne olympiske lege 1896 i Athen. Frankrig kom på fjerdeplads med medaljefordelingen fem guld-, fire sølv- og to bronzemedaljer. 

## Medaljer
| 1896 Athen | Guld | Sølv | Bronze | Total |
| Frankrig   | 5    | 4    | 2      | 11    |

Det blev ikke uddelt guld, sølv og bronzemedaljer under sommer-OL 1896 i Athen. Vinderen fik en sølvmedalje, og den som kom på andenpladsen fik bronze. Det var først under sommer-OL 1904 det blev uddelt medaljer til de tre bedste, men IOC har med tilbagevirkende kraft besluttet at medaljefordelingen også gælder for de olympiske lege 1896 i Athen og 1900 i Paris. 

### Guldmedaljer
| Sport            | Disciplin     | Atlet                   | Præstation | Dato |
| Guldmedaljer : 5 |               |                         |            |      |
| Cykling          | 100 kilometer | Léon Flameng            |            |      |
| Cykling          | Tidskørsel    | Paul Masson             |            |      |
| Cykling          | Sprint        | Paul Masson             |            |      |
| Cykling          | 10 km         | Paul Masson             |            |      |
| Fægtning         | Fleuret       | Eugène-Henri Gravelotte |            |      |

### Sølvmedaljer
| Sport            | Disciplin               | Atlet             | Præstation | Dato |
| Sølvmedaljer : 4 |                         |                   |            |      |
| Atletik          | Trespring (H)           | Alexandre Tuffère | 12,70 m    |      |
| Cykling          | 10 km                   | Léon Flameng      |            |      |
| Fægtning         | Fleuret                 | Henri Callot      |            |      |
| Fægtning         | Fleuret for fægtemestre | Joanni Perronet   |            |      |

### Bronzemedaljer
| Sport              | Disciplin | Atlet            | Præstation   | Dato |
| Bronzemedaljer : 2 |           |                  |              |      |
| Atletik            | 1500 m H  | Albin Lermusiaux | 4 min 36 s 0 |      |
| Cykling            | Sprint    | Léon Flameng     |              |      |